# Pillásszárnyú tetvek
A pillásszárnyú tetvek (Zoraptera) a rovarok (Insecta) osztályába tartozó rend.
Lapított testük 1,5-3 milliméter hosszú. Gyöngyfüzér- vagy fonálszerű csápjuk és rágó szájszervük van.
Egyszerűsödött szárnyerezettel rendelkeznek, a szárnylemezek felszíne, valamint a szárnyak szegélye finoman szőrözött.
Hátsó combjaik megvastagodtak és erős tüskéket viselnek. Észak-Amerika déli részén, illetve Tibetben és Kína délkeleti trópusi részein fordulnak elő. Kerülik a fényt, a nedves élőhelyeket kedvelik.
Kolóniákban élnek, sajátosságuk, hogy esetükben mindkét ivarnak van imágó állapotban szárnyas és szárnyatlan formája. Gombákkal, elpusztult, apró testű rovarokkal (atkákkal) táplálkoznak.
Epimorfózissal fejlődnek — ez azt jelenti, hogy a kikelő ivadék testszelvényeinek száma megegyezik a felnőtt állatéval (imágóéval), amelyre külseje és életmódja is hasonlít. A felnőtt méretet fokozatosan, külön fejlődő, szelvényszerző szakaszok beiktatása nélkül éri el.

## Rendszerezésük
A rendbe az alábbi egy család egy nemének fajai tartoznak:
- Zorotypus acanthothorax
- Zorotypus amazonensis
- Zorotypus barberi
- Zorotypus brasiliensis
- Zorotypus buxtoni
- Zorotypus caudelli
- Zorotypus ceylonicus
- Zorotypus congensis
- Zorotypus cramptoni
- Zorotypus cretatus
- Zorotypus delamarei
- Zorotypus goeleti
- Zorotypus guineensis
- Zorotypus gurneyi
- Zorotypus hamiltoni
- Zorotypus hubbardi
- Zorotypus huxleyi
- Zorotypus javanicus
- Zorotypus juninensis
- Zorotypus lawrencei
- Zorotypus leleupi
- Zorotypus longicercatus
- Zorotypus manni
- Zorotypus medoensis
- Zorotypus mexicanus
- Zorotypus nascimbenei
- Zorotypus neotropicus
- Zorotypus philippinensis
- Zorotypus shannoni
- Zorotypus silvestrii
- Zorotypus sinensis
- Zorotypus snyderi
- Zorotypus swezeyi
- Zorotypus weidneri
- Zorotypus vinsoni
- Zorotypus zimmermani